# Puig Senglí
El Puig Senglí, o Sanglí, és un puig de 207,4 m alt del terme comunal de Sant Joan de Pladecorts, a la comarca del Vallespir, de la Catalunya del Nord. Està situat al nord-est del terme vallespirenc.